# شاپور شهروراز
شاپور شهربراز یا شاپور شهروراز (پارسی میانه: 𐭱𐭧𐭯𐭥𐭧𐭥𐭩𐭩 𐭧𐭱𐭨𐭥𐭥𐭥𐭰) که به نام شاپور پنجم نیز شناخته می‌شود، وی از غاصبان تاج و تخت شاهنشاهی ساسانی بود. شاپور شهربراز در واقع پسر فرآیین و یا همان شهربراز، سردار نامی ایران و مادر وی نیز میرهران خواهر خسرو پرویز است.

## زندگی‌نامه
شاپور در سال ۶۳۰ میلادی هنگامی که پوراندخت دختر دایی اش در سلطنت دوره نخست خود توسط بزرگان کشور خلع گشت، شاپور شهربراز با همکاری چندی از بزرگان خود را پادشاه نامید و برای یک مدت بسیار کوتاه پادشاه ایران شد. ولی سلطنت شاپور شهربراز نیز دیری نپایید چرا که توسط بزرگان کشور که در راس آنان فرخ هرمز بود، خلع گشت و آذرمیدخت بر تخت نشست.
پس از برکناری شاپور شهربراز، آذرمیدخت دیگر دختر خسرو پرویز به سلطنت رسید. در این زمان بود که نجیب زاده پارسی یعنی فرخ هرمز از آذرمیدخت خواستگاری کرد(شاید برای رسیدن به پادشاهی یا شاید برای پیوند دادن فراکسیون پهلو و پارسی و یا علاقه اش به وی) شاپور نیز از فرخ هرمز حمایت کرد. آذرمیدخت که پنهانی فرخ هرمز را به قتل رساند به احتمال زیاد هم شاپور شهربراز، پسرعمه‌اش را نیز به دلیل حمایت از فرخ هرمز در همان سال به قتل رسانده است.